# Bushehr
Bushehr es una ciudad del sur de Irán, capital de la provincia homónima. Uno de los cuatro principales puertos del país en el golfo Pérsico, en el censo de 1996 contaba con una población de 143 641 habitantes.